# Unexpected (альбом Энджи Стоун)
Unexpected (с англ. — «Неожиданный») — пятый студийный альбом американской певицы Энджи Стоун, выпущенный 23 ноября 2009 года.

## Об альбоме
Премьера песни «I Ain’t Hearin’ U», выпущенной в качестве сингла, состоялась на сайте Стоун 5 октября 2009 года. В Великобритании альбом вышел в 2010 году.
Материал альбома сильно отличается от предыдущих альбомов Энджи Стоун, в которых все песни были посвящены любви и миру. В Unexpected все изменилось — появилось много песен на отрицательные темы. Некоторые песни альбома посвящены ненавистникам и распространителям слухов, недоброжелательным людям, и некоторым жизненным ситуациям. Первый сингл с альбома «I Ain't Hearin' U» (рус. Я тебя не слышу) повествует о мерзких слухах, «I Don't Care» (рус. Меня не волнует) о попытке проявлять равнодушие к людям. Другие песни альбома имеют похожую тематику.

## Список композиций
| №   | Название                  | Длительность |
| --- | ------------------------- | ------------ |
| 1.  | «Unexpected»              | 1:28         |
| 2.  | «I Ain't Hearin' U»       | 3:27         |
| 3.  | «Free»                    | 3:57         |
| 4.  | «Maybe»                   | 4:40         |
| 5.  | «Hey Mr. DJ»              | 2:37         |
| 6.  | «Kiss All Over Your Body» | 4:45         |
| 7.  | «I Don't Care»            | 3:12         |
| 8.  | «Why Is It»               | 3:43         |
| 9.  | «Tell Me»                 | 3:16         |
| 10. | «Think Sometimes»         | 3:34         |
| 11. | «I Found a Keeper»        | 3:20         |
| 12. | «Unexpected (Reprise)»    | 1:25         |

## Чарты
| Чарт (2009)            | Наивысшая позиция |
| ---------------------- | ----------------- |
| Billboard 200          | 133               |
| Top R&B/Hip-Hop Albums | 17                |